# 股份有限公司
股份公司（英語：Joint-stock company）指由两个或以上个体持有公司股票份额的企业组织形式。在股份公司的形式下，股份是企业组织（公司、合伙制企业）的所有权凭证。股份公司通过公开、非公开的方式发行股票，通过经营、投资、财务融资等方式创造利润回报股东；而股东则可以出售手中股票，将代表自己对公司所有权的利益转让给其他人。
近现代各国公司法都对股份公司的组织形式进行了界定，在法律学视角下，股份公司由于其法律定义和组织形式的特点，往往和“法人组织（英語：business corporation）”、“有限责任（英語：limited liability company）”属于同义词，因此股份公司基本上是以股份有限公司 的形式存在。但在一些法律上没有界定“有限责任公司”的地区，股份公司也可以以无限责任公司的方式注册。但在美国，无限责任公司依旧可以被称视为股份公司的一种。

## 特点
现代的股份有限公司，是可以进行商业活动的独立的法律实体，并具备下列特点：
- 股份持有者的股份可以转让或买卖。
- 除破产、解散等特殊情况，公司为永久存续，其存在不受股份持有者的死亡、股份转让等情况所影响。
- 股份持有者对公司的债务、法律纠纷等，不必承担责任；这些责任由公司本身承担。

股份公司视股票的持有者股东为公司的所有者，并赋予其公司内部广泛的权利。股东在公司所在国法律规定的范围内通过一年一次的股东大会行使他们的权利，投票选举出董事会作为股东权利的代行机构来管理公司。此外，股东还有权通过投票的方式审议决定接受或拒绝年度财务报告、账目；在董事职务从缺时选择新的个人股东担任董事；董事会认为有必要付诸全体股东大会投票决定的其他事宜。股东作为股份公司的所有者，对公司的全部债务承担偿还责任，但这一责任不会超过各股东所持的全部股票賬面价值的总和，超过股东股票面价值的部分，股份公司股东不承担偿还责任。这一“有限责任”的特点很大程度上确定了股份公司这一企业组织形式的成功。
股份公司中股东有权主张从净利润中获得相应的份额作为回报，这被称为股息。对于持有普通股的股东而言，股息的计算方式就是公司净利润除以全部普通股的数量。此时的股息也被称为每股的名义价值。在有优先股存在的股份公司中，优先股的股息有高于普通股股息的保障，但这一保障不会超过公司债权人的利益。
股份有限公司在通過上市審查後，其股份（股票）可以在股票公開市場流通買賣，稱為上市公司。上市是公司籌資以擴充規模的重要管道之一。

## 历史
由于学术界对股份公司的定义存在不同解读，因此股份公司这一组织形式最早于何时出现存在争议。文献记载大约在1250年，当时法国图卢兹的一家公司Bazacle Milling Company以公司盈利能力作为股票的交易价格，在公开市场上买卖了96份公司的股票。此外瑞典的一家矿业公司Stora则记载公司以1/8的股份作为交易，从一位主教手中换得了一个铜矿矿山的生产权，而这一事件发生于1289年之前。

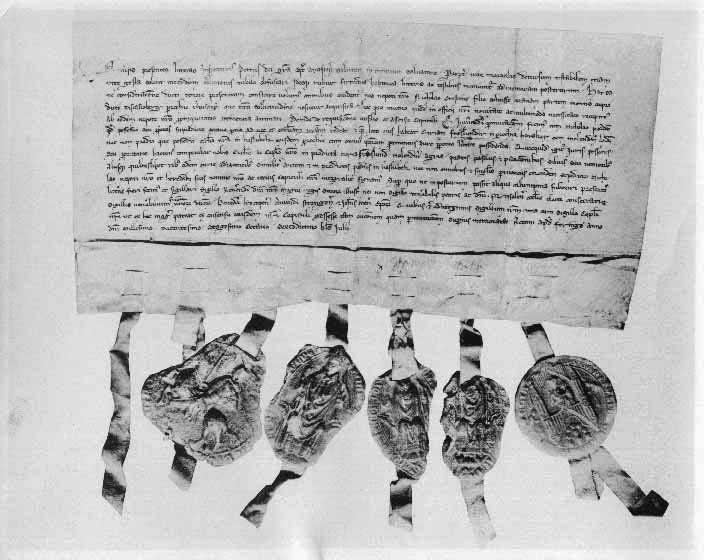
见证1288年股权转让的信件，原本存于斯德哥尔摩国家档案馆。

在更加确切的历史记载中，英国的第一家股份公司，也是后世最知名的股份公司，是由英格兰人建立的东印度公司。1600年12月31日，英王伊丽莎白一世授予其皇家特许状，将在印度地区从事贸易活动的特权利交由东印度公司，这使得东印度公司和它建立的子公司完全垄断了东印度群岛地区的贸易15年，并由于皇家特许状赋予其的政治、军事职能权利，东印度公司逐渐从商贸公司转型为印度地区的统治实体，直至公司解散。
此后不久，荷兰东印度公司在阿姆斯特丹证券交易所发行股票交易，其时1602年。美洲建立的最早的股份公司则是弗吉尼亚州公司和普利茅斯公司，其时1606年。
股份制公司在大航海时代的涌现，与欧洲人、早期英国人从事的近东地区商品贸易有关。航海家在当地从事胡椒、印花布等的商品交易，同时承受着海上旅行的各种风险。股份公司为航海家们提供了较之于政府特许企业监管或行业协会主导更加行之有效的组织结构来分散风险。在这个时期，可转让的股票往往能够带来正的股本回报，如投资者对英国东印度公司的股权投资。股份公司通常以现金的形式支付股息，将远洋航行的盈余按股票份额的多少分配给公司股东；当公司的营运资本过低以致会对公司的存续产生决定性影响时，公司会以出售剩余存货的方式筹集股息，或者推迟股息的发放。由此可见这一时期的股份公司已经具备了近代公司的一些特征，但法人组织的特点还仅在持有皇家特许状成立的公司中可以寻见，其建立的初衷往往是来自政府出于其私利而对公司采取的保护措施。
英国工业革命后，资本的快速积累与扩张，使得企业组织的数量和形式都有了突破，大量商业组织选择采用自治组织或者扩大了的合伙制作为企业的组织形式，这种形式使得企业拥有大量成员，但其个体的稳定性并不高，多数成员通常在短暂的时间后便退出了企业，因此企业组织的形式总是不稳定的。作为改善这种情况的一个重要举措，英国颁布了1844年《股份公司法》，旨在为注册公司和法人组织提供一般化的，不受某些特别条款限制的公司提供法律依据。起初依照该法案组织的公司并不是有限责任公司，但是大多数公司都会在其内部章程中注明股东有限责任的条款。修正后的1856年《股份公司法》为所有股份公司提供了成文的有限责任条款，其中一条要求公司在其名称中必须加入“有限”字样，据此成立的Salomon v A Salomon & Co Ltd成为第一家明确“有限责任”和“法人组织”的公司实体。

## 世界各地的制度
因为世界各国的法律和规则不同，每个国家和地区有其自己的公司法或商法。因此，所在地的公司结构和规划有所不同。

### 中华人民共和国
《中华人民共和国公司法》（2013年修订）：

第二条　本法所称公司是指依照本法在中国大陸境内设立的有限责任公司和股份有限公司。

第三条　公司是企业法人，有独立的法人财产，享有法人财产权。公司以其全部财产对公司的债务承担责任。

有限责任公司的股东以其认缴的出资额为限对公司承担责任；股份有限公司的股东以其认购的股份为限对公司承担责任。

第八条  依照本法设立的有限责任公司，必须在公司名称中标明有限责任公司或者有限公司字样。
依照本法设立的股份有限公司，必须在公司名称中标明股份有限公司或者股份公司字样。

第七十八条　设立股份有限公司，应当有二人以上二百人以下为发起人，其中须有半数以上的发起人在中国大陸境内有住所。

第七十六条　设立股份有限公司，应当具备下列条件：
(二)有符合公司章程规定的全体发起人认购的股本总额或者募集的实收股本总额；

　第八十条　股份有限公司采取发起设立方式设立的，注册资本为在公司登记机关登记的全体发起人认购的股本总额。在发起人认购的股份缴足前，不得向他人募集股份。

 
　　股份有限公司采取募集方式设立的，注册资本为在公司登记机关登记的实收股本总额。

第八十四条　以募集设立方式设立股份有限公司的，发起人认购的股份不得少于公司股份总数的百分之三十五；

#### 香港
股份有限公司（Company limited by shares）是有限公司的其中一種。公司股東的法律責任，根據公司的章程大綱，限於各股東所分別持有的股份。
另一種為擔保有限公司（Company limited by guarantee）。公司成員的法律責任，根據公司的章程大綱，限於各成員藉章程大綱承諾在公司一旦清盤時所分別分擔提供的公司資產的款額。

### 臺灣
依照中華民國法律，營利事業單位大致可分為「非法人」資格與「法人」資格。「非法人」資格是依《商業登記法》規定，分為「獨資」及「合夥組織」兩種；「法人」資格者依《公司法》規定，分為「無限公司」、「有限公司」、「兩合公司」及「股份有限公司」等四種。
1. 無限公司：指二人以上股東所組織，對公司債務負連帶無限清償責任之公司。
2. 有限公司：由一人以上股東所組織，就其出資額為限，對公司負其責任之公司。
3. 兩合公司：指一人以上無限責任股東，與一人以上有限責任股東所組織，其無限責任股東對公司債務負連帶無限清償責任；有限責任股東就其出資額為限，對公司負其責任之公司。
4. 股份有限公司：指二人以上股東或政府、法人股東一人所組織，全部資本分為股份；股東就其所認股份，對公司負其責任之公司。

### 日本和大韓民國
日本稱上市公司為，大韩民国亦稱「／」，股份有限公司在日本和韓國稱呼為「株式会社」，縮寫為「株」。「株」与「股份」同義，「会社」為「公司」的意思。株式会社依法也是負擔有限責任的有限公司，但習慣上不特別標明。

### 美國
美国类似于汉语界“股份有限公司”的企业被称为“Corporation”。这种公司不需要是股份制的，比如可以是互助公司（mutual company），但是大多大型公司都是股份制的。美国公司法是由50州的地方法律认可。虽然各个州有其自己的法律，很多项目如买卖法和合同法，被美国国家州级法律统一委员会发布的《统一商法典》统一化。

### 英國
英国的“股份有限公司”被称为“公眾有限公司”（Public limited company）。

### 罗曼语国家地区
股份有限公司在罗曼诸语国家和地区中简称S.A.。

#### 意大利
（股份公司），義大利民法（1942年3月16日皇家法令第262號批准）參考德國而規範的組織型態，由一个或多个股东出资建立，它可以向公众出售股票并且可以有董事会或多位经理经营。

#### 法國
，縮寫為，源於匿名合夥，即以合夥人之一的名義從事經營，其餘則為嚴格保密的合夥人。

#### 西班牙
股份有限公司（西班牙語：Sociedad Anónima，缩写）是由各股东组成的公司，股东以其代表的股份为限对公司承担有限责任。和法国一样，它的名称源于匿名合伙。西班牙2010年《公司法》规定，股份有限公司的最低注册资金不得少于6万欧元，成立时必须至少支付注册资金的25%。
西班牙股份有限公司可以根据资金来源分为两种：开放式股份有限公司（Sociedad Anónima Abierta）和封闭式股份有限公司（Sociedad Anónima Cerrada）。前者又称公众公司，在证券交易所上市，需要定期向公众披露公司的资产和年度报告等相关信息；后者又称为私人公司，它不上市，财务信息可以不对外公开。

### 德语国家地区
股份有限公司在德语国家和地区中称，简称AG。

## 有關
- 有限公司

## 註解
1. ↑  日语：／ kabushiki Gaisha */?，韩语：／ Jusik Hoesa ?